# 大原達朗
大原 達朗（おおはら たつあき 1973年12月11日 - ）は、日本の公認会計士、MBA、起業家。ビジネス・ブレークスルー大学経営学部長／グローバル経営学科長、経営学部グローバル経営学科 教授。一般財団法人日本M&Aアドバイザー協会代表理事。

## 職歴
- 1998年10月 青山監査法人プライスウオーターハウス入所
- 2004年1月 大原公認会計士事務所開設
- 2004年6月 株式会社さくらや 監査役
- 2006年1月 株式会社ライトワークス リスクコンサルティング部ディレクター
- 2007年4月 ビジネス・ブレークスルー大学大学院講師
- 2008年4月 法政大学大学院イノベーション･マネジメント研究科兼任講師
- 2008年4月 アルテ公認会計士共同事務所開設 代表パートナー
- 2008年6月 日本マニュファクチャリングサービス株式会社 監査役
- 2009年4月 アルテパートナーズ株式会社設立 代表取締役
- 2010年7月 アルテ監査法人設立 代表社員[2]
- 2010年8月 日本M&Aアドバイザー協会 理事
- 2014年10月 日本M&Aアドバイザー協会 代表理事
- 2016年4月 ビジネス・ブレークスルー大学 准教授
- 2017年4月 nmsホールディングス株式会社 監査役
- 2019年6月 株式会社日本アメニティライフ協会 監査役
- 2020年9月 ビジネス・ブレークスルー大学 教授（現任）[1]
- 2021年6月 nmsホールディングス株式会社 取締役
- 2022年10月 ビジネス・ブレークスルー大学経営学部グローバル経営学科長[1]
- 2023年4月 ビジネス・ブレークスルー大学経営学部長（現任）[1]
- 2023年6月 株式会社日本アメニティライフ協会 取締役
- 2023年6月 オフィスコム株式会社取締役（現任）[3]
- 2025年6月 学校法人東京富士大学 監事（現任）

## 著書
- 『サラリーマンが小さな会社の買収に挑んだ8カ月間:個人M&A成功のポイント』2020/8/4
- 『この1冊でわかる! M&A実務のプロセスとポイント』2014/12/18
- 『決算効率化を実現する 会計監査対応の実務』2014/4/19
- 『決算書のチェックポイント―現役公認会計士が教える!』2004/9

## 人物
趣味はテニス。朝早く起きることで有名。 外資系監査法人に勤めている際は、TOEICが380点だった。毎朝、オンライン英会話で学習を続け、コンスタントに800点を超えるようになる。オンライン英会話の受講回数が現在1600回を超えている。 
経営者として尊敬する人物は、大前研一、稲盛和夫。大前研一に出会ったのは2001年、大原が27歳のとき。「私は当時監査法人に勤めていて、お客さまの八王子支店で仕事をした帰りでした。駅の本屋で大前さんの『新・資本論』を買った」のがきっかけ。公認会計士の業界が大きく変わっていく中での危機感からBBT一期生になる。

## メディア掲載
- 2023年1月18日　フジテレビ系で放映されるドラマ「スタンドUPスタート」へ制作協力[6]
- 2023年1月14日　毎日新聞にインタビュー　「長時間労働助長」と批判された裁量労働　対象拡大したのはなぜ[7]
- 2022年11月17日　東洋経済「ソフトバンクグループの税負担は本当に適正か」[8]

- 2021年6月11日　連合総研「中小・小規模M&Aにおける民間プラット フォームと中小M&A専門業者の役割と課題について」[9]
- 2021年3月8日  E-ZNで「スモールM&Aを成功させたい 知っておくべき12の事実」連載[10]
- 2020年07月4日　最近のM＆A業界で有望な業種は中食やマンション・ビル管理ー日本M&Aアドバイザー協会[11]

## 名言
1. M&Aのマーケットを大企業のみならず中小企業にも広げるべき[12]
2. この仕事は、買収側と売却側双方のオーナー経営者の気持ちを察知できるかどうかが大切だ。コンサルティング会社に勤めるサラリーマンでは、デューデリに長けていても、オーナー経営者の気持ちは分からない。個人事業主は売り上げが上がらなければ生活費に響くが、この感覚はオーナー経営者に近い[13]
3. 一流の経営者であれば、自分のビジネスに近いところを伸ばしていける。超一流の天才は、全く関係ないビジネスを買ってもうまくいくこともある。それを複数回以上やっている日本の経営者は、ソフトバンクグループの孫正義氏以外にいない。10〜20年にわたり、３〜５件以上の買収をコンスタントに成功させている一流経営者は、突拍子もないところに資金を出していない。また自分たちで買収相手をピックアップできる。[11]
4. ビジネスパーソンとして成功しつづけるために必要な要素は、構想力、問題解決力、DX、マーケティング、ファイナンス、リーダーシップなど…あげればキリがありません。しかし、OJTや学校、書籍、スクールなどで学習しても、なかなか実力が身につかないと感じている方も多いと思います。それは、習熟の時間が圧倒的に足りないからです。[14]
5. 商売をする上で、財務の修得は果たして必要なことでしょうか。そもそも「商売」とは。1店舗の個人商店を経営すること、と考えてみると、自分の目の届く範囲の仕事とも言えます。この規模なら収支について、通帳の残高さえしっかりと見ていれば、何とか資金繰りはしていけるものです。個人商店の経営実態は、ほとんどの場合がそうなっているでしょう。ですから実は、「商売」に財務は必要とされていないのです。 しかし、これが「ビジネス」になると話は変わってきます。ビジネスとは、店舗が2つ3つと増えて事業が拡大していく状態のことです。自分の目の届く範囲外で物事が動いていきますから、全部を自分ひとりで見られなくなっていきます。数字で管理し、人に任せないと間に合わなくなります。  「財務の修得は必要な気がするけど、どこまでしっかりと勉強したらいいかわからない」という人は、自社のビジネスがまだ財務が必要となるサイズにまで大きくなっていない状態、と言えるでしょう。そのまま事業が大きくなっていくと「利益が出ているのに、何でこんなに手元に現金が残らないのだろう」という切実な経験をしていくことになります。そこで初めて、財務に代表される経営管理がいかに重要かを痛切に感じることでしょう。  「商売」と「ビジネス」は大きく違うのです。[15]
6. 経営者ではなく、会社員の方にとって財務は不要なものでしょうか。実は個人商店の経営者よりも、会社員のほうが財務を分かっておく必要があります。  例えば、自分が所属する会社の状況をどこまで分かっていますか。仮に自分が乗っている船（会社）が沈みゆく状態であったとしても、それに気がつく人は多くないでしょう。ですが、沈み行く船はいずれ沈むのです。多くの場合、会社は30年と持ちません。新卒で入って定年までいられる確率は少ないわけです。幸運にも財務体質が健全な会社に入社できればいいですが、そのためには、会社の状態を数字で理解できるようになっておく必要があります。人から聞いて何となく判断していると後悔することになるかもしれませんが、自分で正しい状況がわかれば、自分で責任を持った判断ができます。[15]